# Jacek Pawlicki (polityk)
Jacek Maciej Pawlicki (ur. 6 lipca 1963 w Kluczborku) – polski polityk, samorządowiec, poseł na Sejm II kadencji.

## Życiorys
W 1988 ukończył studia na Wydziale Filozoficzno-Historycznym Uniwersytetu Wrocławskiego. W latach 90. był burmistrzem miasta i gminy Byczyna.
Od 1993 sprawował mandat posła II kadencji, wybranego z listy Polskiego Stronnictwa Ludowego w okręgu opolskim, w 1997 nie został ponownie wybrany. Został komendantem Ośrodka Doskonalenia Kadr Służby Więziennej w Turawie. Po odejściu z PSL działał w Unii Pracy, Socjaldemokracji Polskiej i Sojuszu Lewicy Demokratycznej (jako przewodniczący rady powiatowej tej partii w Kluczborku).
W latach 1998–2002 i ponownie od 2007 do 2010 pełnił funkcję radnego sejmiku opolskiego. Kandydował także bez powodzenia do tego gremium w 2002 i 2010. Startował kolejno z listy Przymierza Społecznego, SLD-UP, LiD i SLD. W 2014 bez powodzenia kandydował z listy SLD Lewica Razem do rady powiatu kluczborskiego, a w 2018 (z listy Koalicji Obywatelskiej) i w 2024 (z ramienia lokalnego komitetu) do rady miejskiej w Kluczborku.
Odznaczony Złotym Krzyżem Zasługi (1999).